# Ożynnik
Ożynnik – kolonia w Polsce położona w województwie podlaskim, w powiecie białostockim, w gminie Wasilków.
Od 1 stycznia 1973 do 30 czerwca 1987 w gminie Czarna Białostocka
W latach 1975–1998 miejscowość administracyjnie należała do województwa białostockiego.
Prawosławni mieszkańcy wsi należą do parafii Zwiastowania Przenajświętszej Bogurodzicy i św. Jana Teologa w Supraślu.